# Philippe Molitor

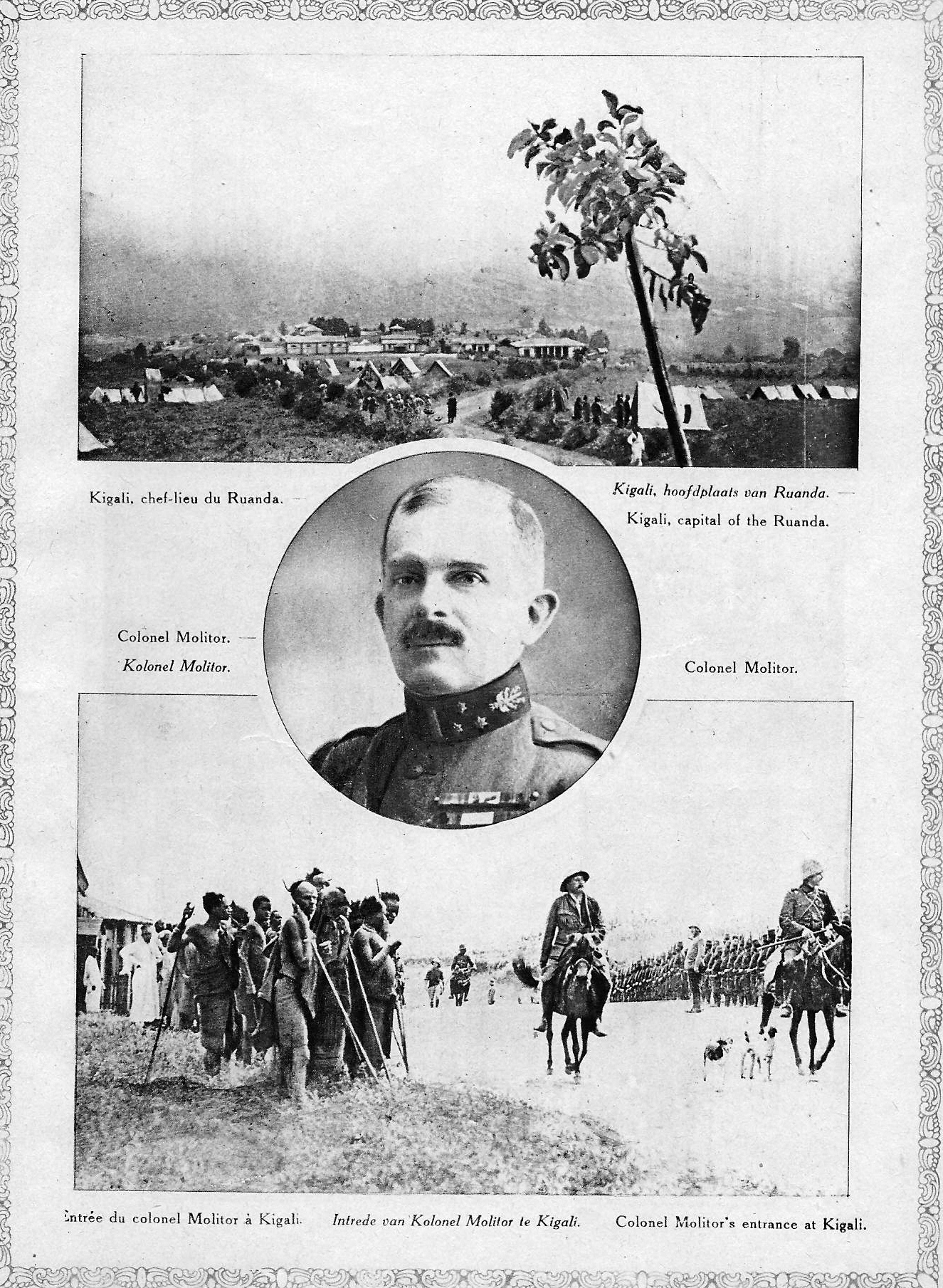
Philippe Molitor

Philippe François Joseph Molitor (* 11. Juni 1869 in Villance bei Libin, Belgien; † 27. Oktober 1952 in Ixelles, Belgien) war ein belgischer Generalleutnant. Er diente zunächst für den belgischen König Leopold II. in Belgisch-Kongo. Während des Ersten Weltkriegs kämpfte er in Deutsch-Ostafrika gegen die dortige deutsche Schutztruppe, wobei er am Feldzug von 1916 und der anschließenden Einnahme von Tabora am 19. September 1916 entscheidenden Anteil hatte. 1918 war er Oberbefehlshaber der Force Publique im Kongo.

## Biografie

### Bis 1918
Molitor war der Sohn des Landvermessers Ladislas Molitor und der Marie-Anne Moriamé.
Im Alter von 16 Jahren trat er als Freiwilliger dem belgischen Karabiniers-Regiment bei. 1886 wurde er in die Königlichen Militärakademie in Brüssel aufgenommen, die er am 11. Januar 1889 als Leutnant abschloss. König Leopold II. richtete daraufhin folgende Worte an ihn: „Denken Sie an den Kongo. Es ist ein wunderschönes Land und es braucht Belgier.“
Er wurde zunächst im 2e régiment de Chasseurs à Pied eingesetzt und wechselte 1895 in die Kriegsschule Belgiens (französisch: École de guerre). Ab 1900 war er zum Kriegsministerium abgeordnet und von 1906 bis 1909 Adjutant von General Jacoby. Anschließend kehrte er zum Karabiniers-Regiment zurück, um eine Radfahrkompanie zu kommandieren.
Im Mai 1912 reiste er zum ersten Mal als Major der Force Publique in den Kongo. Er wurde in den Osten des Landes kommandiert und übernahm 1913 die Inspektion der Hauptposten und Garnisonen entlang der Ostgrenze des Kongo. Als im November 1913 die Provinz Orientale offiziell gegründet wurde, wurde er zum Kommandeur der Truppen der Force Publique in dieser Provinz mit Sitz in Stanleyville ernannt.

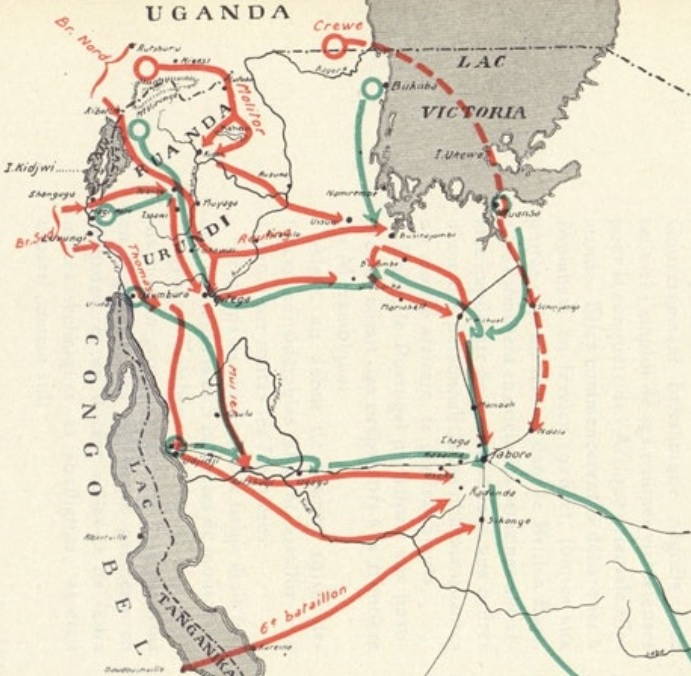
Karte der Tabora-Offensive, Mitte 1916.

Während des Ersten Weltkriegs wurde er Anfang 1916 zum Stabschef von General Charles Tombeur, dem Oberbefehlshaber der Force Publique, ernannt. Er war für die Vorbereitung des belgischen Anteils an der Offensive von 1916 gegen Deutsch-Ostafrika verantwortlich, insbesondere im Hinblick auf die Logistik der belgischen Truppen von rund 15.000 Mann.
Während des Feldzugs, der am 18. April 1916 begann, befehligte Molitor, nun zum Oberst befördert, die Brigade der belgischen Truppen, die die Stadt Tabora nördlich umfassen sollte. Er verfügte über zwei Regimenter mit vier Bataillonen, die Gebiete ohne ausreichende Nahrungs- und Wasserversorgung zu durchqueren hatten, während die Deutschen auf die Versorgung durch die Eisenbahnlinie Tabora-Ujiji (am Tanganjikasee) und Tabora-Mwanza (am Viktoriasee) zurückgreifen konnten.
Am 6. Mai besetzte Molitor Kigali, anschließend Biharamulo in der Region Kagera am 24. Juni und schließlich die Hafenstadt Mwanza. Im September 1916 kämpfte seine Brigade bei Kato und Itaga nördlich von Tabora. Das entschiedene Vorrücken der Nordbrigade von Molitor und der Südbrigade von Oberstleutnant Olsen veranlasste die deutschen Streitkräfte, Tabora, das logistische und administrative Zentrum Deutsch-Ostafrikas, aufzugeben. Am 19. September 1916 marschierten belgische Kolonialtruppen in diese Stadt ein. Eine Meinungsverschiedenheit mit seinem Vorgesetzten, Generalmajor Charles Tombeur, führte jedoch dazu, dass Molitor wenige Tage vor der Einnahme von Tabora durch Oberstleutnant Armand Huygé ersetzt wurde.
Oberst Molitor wurde daraufhin nach Belgien zurückgerufen und als Kommandeur des 3. Jägerregiments an der Yser-Front eingesetzt.

### Ab 1918
Bei Kriegsende wurde er vom Kolonialminister Jules Renkin damit beauftragt, die Umstrukturierung der Force Publique vorzubereiten, um sie zu einer Militärmacht mit einer gewissen Autonomie gegenüber den Zivilbehörden zu machen. 1918 wurde Molitor zum Oberbefehlshaber der Force Publique im Rang eines Generalmajors ernannt.
Molitors Arbeit gipfelte im königlichen Erlass vom 10. Mai 1919, durch den die Force Publique in zwei verschiedene Gruppen geteilt wurde:
- die Lagertruppen (französisch: troupes campées, ca. 7.500 Mann), die für die Bewachung der Grenze und den Schutz der Kolonie vor äußeren Gefahren sowie für die Aufrechterhaltung der Ordnung und allgemeinen Sicherheit verantwortlich waren. Diese Truppe stand dem Generalgouverneur des Kongo zur Verfügung. Die Lagertruppen waren im Wesentlichen mobil.[6]
- Die Truppen im Territorialdienst (französisch: troupes en service territorial, rund 8.500 Mann) unterstützen die Verwaltung der Territorien und stand den Vizeprovinzgouverneuren zur Verfügung. Truppen im Territorialdienst verfügen über feste Lager. Bataillone der Truppe sind in den Provinzhauptstädten verteilt, während die Kompanien in jeder Bezirkshauptstadt stationiert sind.[6]

1919 wurde General Molitor nach Belgien zurückgerufen, um das Kommando über die 5. Armeedivision und 1923 dann über die 1. Armeedivision zu übernehmen. Anschließend wurde er zum Generalleutnant befördert, dem höchsten Rang in der belgischen Militärhierarchie. 1927 ging er in Pension.
In seiner Karriere war Molitor stets davon überzeugt, dass der Offizier eine soziale und erzieherische Rolle in der Gesellschaft spielt. Ebenso bekämpfte er die Rassenvorurteile vieler seiner Zeitgenossen und sah in dieser Haltung eine „geistige Gebrechlichkeit.“
Nach seinem Tod am 27. Oktober 1952 in Ixelles wurde er auf dem Friedhof Arlon beigesetzt.

## Auszeichnungen
Am 23. September 1956 wurde in seinem Heimatdorf Villance im Beisein nationaler, regionaler und kommunaler Persönlichkeiten ein Denkmal für General Molitor eingeweiht. Das Denkmal zeigt ein Bronzemedaillon, ein Werk des Bildhauers Arthur Dupagène, das die Gesichtszüge des Generals wiedergibt.
Es gibt General-Molitor-Straßen in Etterbeek, Libin und Arlon.
Er erhielt folgende Auszeichnungen:
- Großoffizier des belgischen Leopoldordens (1932);
- Großoffizier des belgischen Kronenordens (1924);
- Kommandeur des Ordens Leopolds II. (1940);
- belgisches Kriegskreuz;
- Großoffizier des belgischen Löwenordens
- Offizier des Afrikanischen Sternenordens (1927);
- Offizier der französischen Ehrenlegion
- Companion des britischen Bath-Ordens